# Ільдо Манейро
Ільдо Енріке Манейро Гецці (ісп. Ildo Enrique Maneiro Ghezzi; нар. 4 серпня 1947, Мерседес) — уругвайський футболіст, що грав на позиції півзахисника. Виступав за національну збірну Уругваю. По завершенні ігрової кар'єри — тренер.
Семиразовий чемпіон Уругваю. Володар Суперкубка Франції. Володар Кубка Лібертадорес. Володар Міжконтинентального кубка. Чемпіон Уругваю (як тренер). 

## Клубна кар'єра
У дорослому футболі дебютував 1965 року виступами за команду клубу «Насьйональ», в якій провів вісім сезонів. За цей час п'ять разів виборював титул чемпіона Уругваю, ставав володарем Кубка Лібертадорес, володарем Міжконтинентального кубка.
Протягом 1973—1976 років захищав кольори команди ліонського клубу «Олімпік».
Завершив професійну ігрову кар'єру у клубі «Пеньяроль», за команду якого виступав протягом 1976—1979 років.

## Виступи за збірну
1970 року дебютував в офіційних матчах у складі національної збірної Уругваю. Протягом кар'єри у національній команді, яка тривала 10 років, провів у формі головної команди країни 33 матчі, забивши 3 голи.
У складі збірної був учасником чемпіонату світу 1970 року в Мексиці, розіграшу Кубка Америки 1979 року в різних країнах.

## Кар'єра тренера
Розпочав тренерську кар'єру, повернувшись до футболу після невеликої перерви, 1988 року, очоливши тренерський штаб клубу «Данубіо».
1990 року став головним тренером команди «Реал Сарагоса», тренував клуб з Сарагоси один рік.
Згодом протягом 1993–1994 років очолював тренерський штаб збірної Уругваю. 2004 року прийняв пропозицію попрацювати у клубі «Прогресо». Залишив команду з Монтевідео 2006 року.
Станом на 2017 рік останнім місцем тренерської роботи був клуб «Белья Віста», головним тренером команди якого Ільдо Манейро був з 2006 по 2008 рік.

## Досягнення

### Як гравця
- Чемпіон Уругваю:

«Насьйональ»:  1966, 1969, 1970, 1971, 1972
«Пеньяроль»:  1978, 1979
- Володар Суперкубка Франції:

«Олімпік» Л:  1973
- Володар Кубка Лібертадорес:

«Насьйональ»:  1971
- Володар Міжконтинентального кубка:

«Насьйональ»:  1971

### Як тренера
- Чемпіон Уругваю:

«Данубіо»:  1988